# 홀레 아주머니

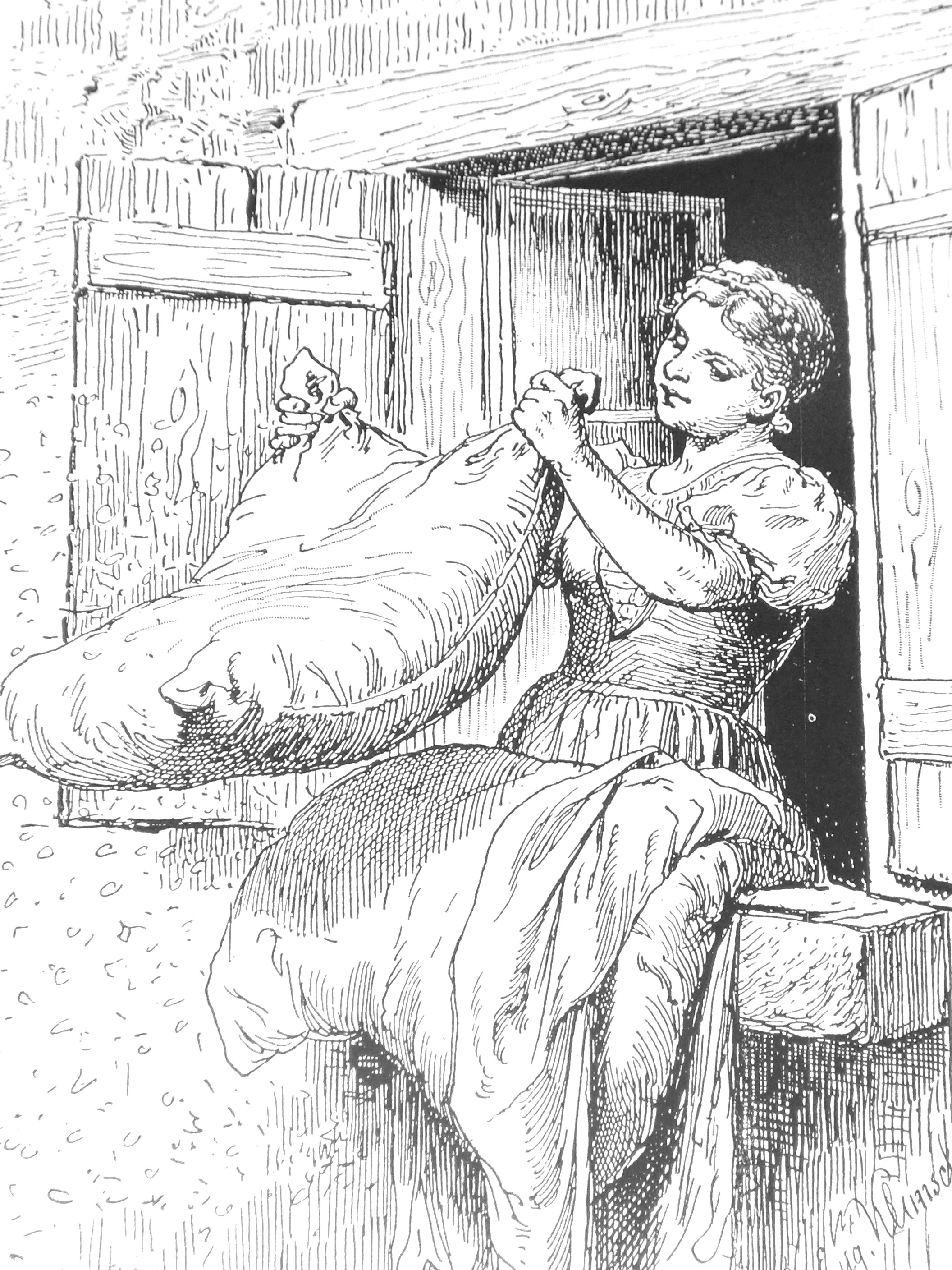
홀레, 헤르만 보겔 삽화

홀레 아주머니(독일어: Frau Holle)는 그림 동화에 수록된 동화이다.

## 줄거리
어느 과부에게 두 명의 딸이 있었다. 친딸은 못생기고 게을렀지만 전처가 낳은 의붓딸은 예쁘고 부지런했다. 과부는 자신의 딸보다 모든 면에서 나은 의붓딸을 못마땅하게 여겨 하루종일 고된 일을 시켰다. 그러던 어느날 우물가에서 방추를 씻고 있던 의붓딸이 실수로 방추를 우물에 떨어뜨리고 말았다. 과부는 방추를 찾아오라고 명령했고 의붓딸은 우물 속으로 뛰어들었다. 의붓딸이 떨어진 곳은 아름다운 들판이었다. 부지런한 의붓딸은 타기 직전의 빵들과 과자들을 화덕에서 꺼내고 잘 익은 사과도 떨어뜨려 주었다. 이윽고 의붓딸은 홀레 아주머니의 집에 도착했고 아주머니가 시키는 대로 깃이불을 터는 등 열심히 일을 했다. 얼마 후 집이 그리워진 의붓딸이 홀레 아주머니에게 집에 돌아가고 싶다고 말하자 홀레 아주머니는 방추를 돌려주고 그동안 열심히 일한 포상으로 황금비를 내려 주었다. 황금비를 맞은 의붓딸은 온몸이 황금으로 뒤덮여 돌아왔고 이를 질투한 과부는 자신의 딸도 같은 행운을 누리게 하려고 일부러 방추를 우물에 빠뜨려 홀레 아주머니의 집으로 보냈다. 하지만 게으르고 못된 친딸은 빵들과 과자들을 꺼내고 사과를 수확하면 더러워지고 엉망이 될 수 있으니 그것들을 거부했으며 홀레 아주머니의 집에서도 제대로 일을 하지 않았다. 친딸이 마음에 들지 않았던 홀레 아주머니는 친딸이 돌아갈 때 죽을 때까지 누런 똥물을 씌워 돌려보냈다.

## 참고 문헌
- 그림 형제, 《그림 형제 동화집6》, 옹달샘
- 그림 형제, 《그림동화전집》, 김유경 역, 동서문화사, 2007, ISBN 9788949704074